# Antoni Tàpies

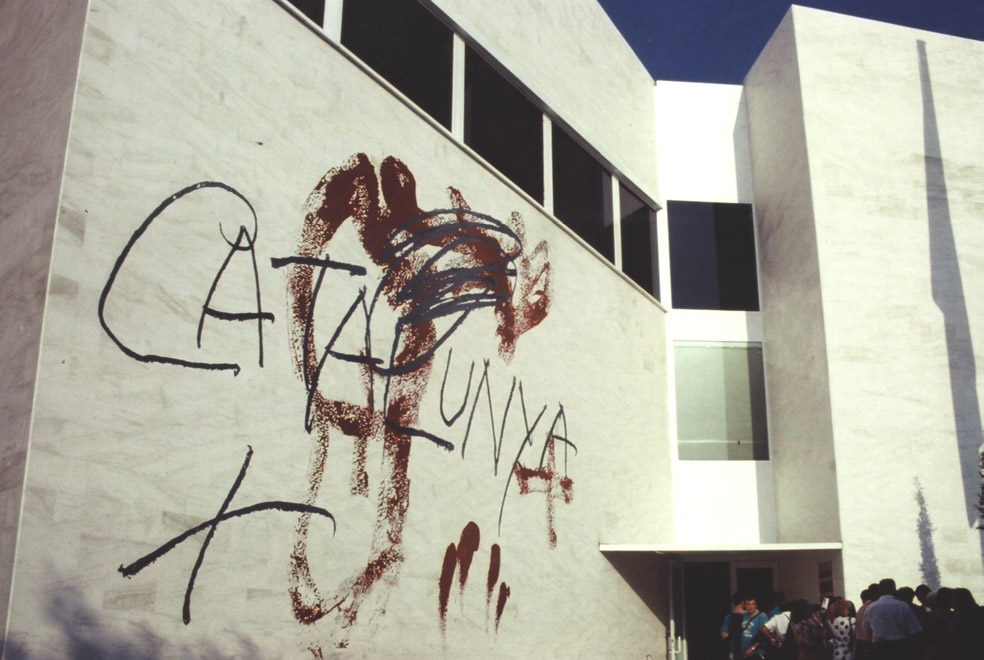
Fasadmålning på Kataloniens paviljong på Expo 92 i Sevilla.

Antoni Tàpies i Puig, född 13 december 1923 i Barcelona, död 6 februari 2012 i Barcelona, var en katalansk målare, skulptör och konstteoretiker. 

## Biografi
Antoni Tàpies var son till juristen och katalannationlisten Josep Tàpies i Mestre och Maria Puig i Guerra. Han studerade juridik under tre år, innan han 1943 ägnade sig år konst på heltid.  Bildade 1948 tillsammans med andra katalanska konstnärer gruppen Dau al Set, vilken hade beröringspunkter med surrealismen och dadaismen. Han var en exponent för den informella konsten, som inspirerades av Joan Miró och Jean Dubuffet.
Han började 1954 använda sig av haute pâte, en tjock impastoteknik kombinerad med lera och marmordamm, vilket ger en särskilt grov ytstruktur.
Tàpies är representerad vid bland annat Göteborgs konstmuseum.